# Disyunción opuesta
En lógica proposicional, la disyunción opuesta, también conocida como inalternador, daga de Sheffer, negación conjunta o flecha de Peirce (por su simbolización {\displaystyle \downarrow } debida a Charles Sanders Peirce), es una conectiva lógica cuyo valor de verdad resulta en verdadero si y sólo si ambas proposiciones son falsas, y falso de cualquier otra forma. Existen diferentes contextos dónde se utiliza la lógica de disyunción opuesta. 
En lenguajes naturales, la palabra «ni» se utiliza en español para simbolizar la disyunción opuesta. Por ejemplo en la oración «ni llueve ni hace frío».
En electrónica, una puerta NOR es una puerta lógica que implementa la disyunción opuesta.

## Definición en electrónica
La definición en electrónica es: que si sus entradas son 0 su salida es 1, pero si alguna de las entradas es 1 su salida es 0.

## Propiedades
La operación disyunción opuesta, tiene la propiedad conmutativa, el orden de los factores no altera el producto:
{\displaystyle a\downarrow b\quad =\quad b\downarrow a}
En ambos casos se obtiene el mismo resultado.